# 阿卜杜拉·本·纳赛尔·本·哈利法·阿勒萨尼
阿卜杜拉·本·纳赛尔·本·哈利法·阿勒萨尼（阿拉伯语：‎；1959年—）是一名卡塔尔政治人物，是阿勒萨尼王室家族成员。他自2013年6月26日起任卡塔尔首相，2005年至2013年担任内政部长。

## 生平
1984年他毕业于英国达拉谟军事学院的警察专业；1995年又取得贝鲁特阿拉伯大学的立法学学位。

## 个人生活
他已婚并有6个子女。